# Lucilia caesar
Lucilia caesar är en guldfluga och en tvåvingeart som först beskrevs av Carl von Linné 1758.  Lucilia caesar ingår i släktet Lucilia och familjen spyflugor. Arten är reproducerande i Sverige. Inga underarter finns listade i Catalogue of Life.
Denna är en av två extremt lätt förväxlingsbara guldflugearter nära människor och boskap i Sverige. Lucilia sericata (Meigen 1826) är den andra. De har mycket snarlik ekologi. Genom engelska Wikipedia framstår denna senare art som mer studerad, bekämpad och använd både vid sårterapi och tidsbestämning av lik. Båda arternas larver kallas maggots och kan användas som bete vid fiske.
Med reservation för artbestämningen så är båda arterna vanligare i Sverige än allmänheten uppfattar. Dels för att de håller sig undan utom då varm mat, rått kött respektive avföring finns närvarande. Dels för att det krävs specialkunskaper för att rapportera dem till Artportalen.
Lucilia cuprina är också synnerligen lätt att förväxla, på laboratoriet, med ovanstående arter, men har kanske ännu inte hunnit sprida sig till Sverige. Den är mer värmekrävande och ännu mer plågsam för får.

## Bildgalleri

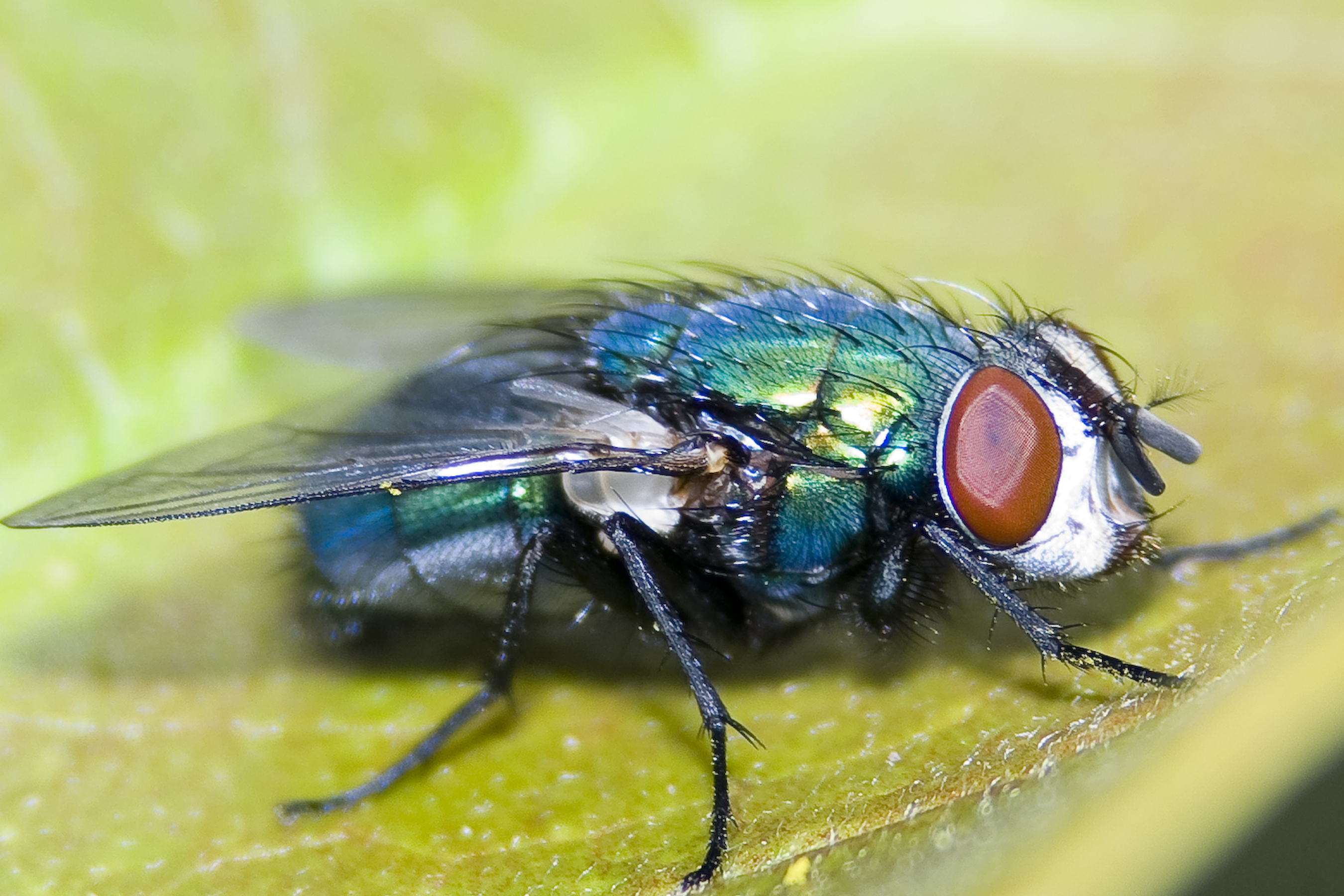
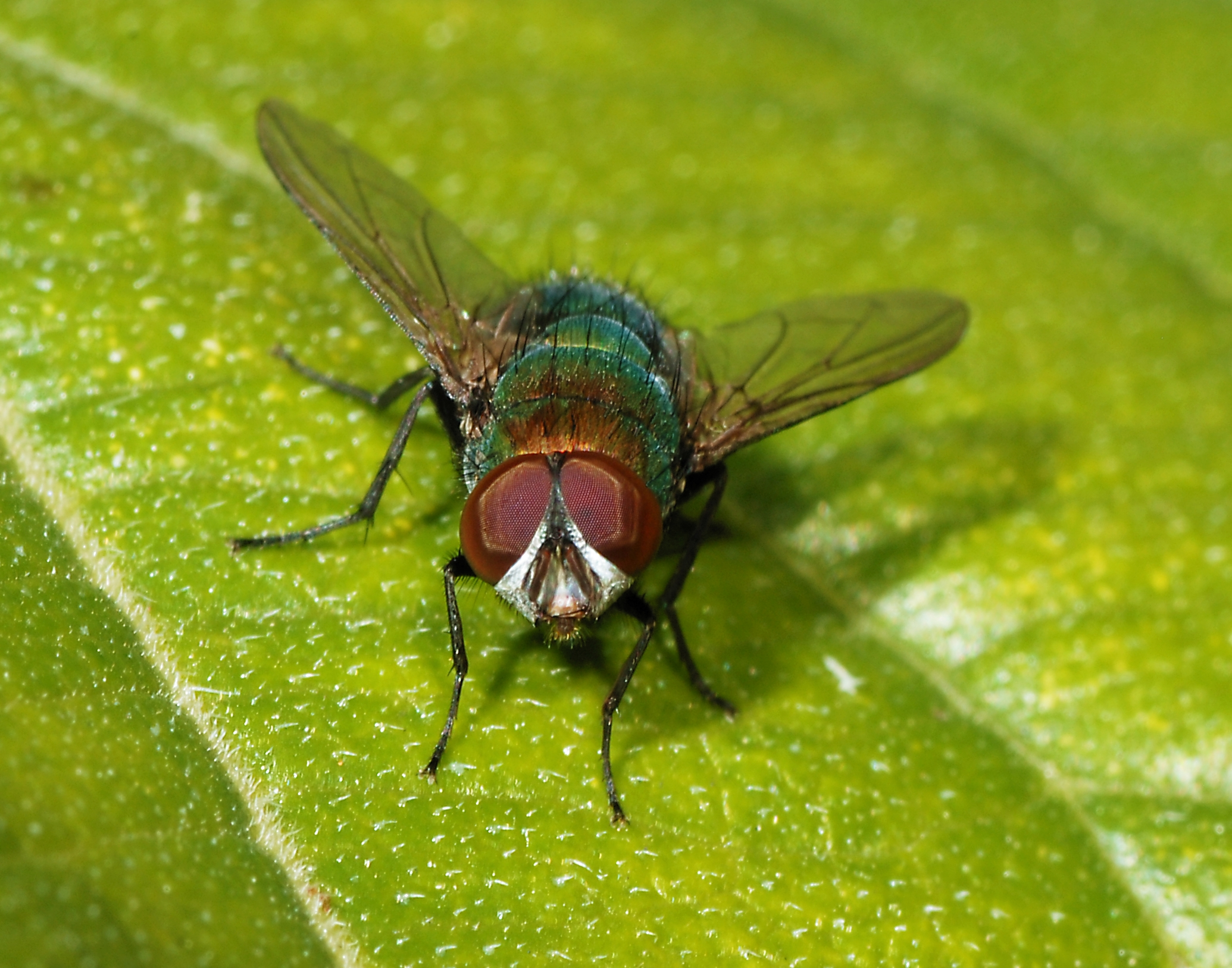
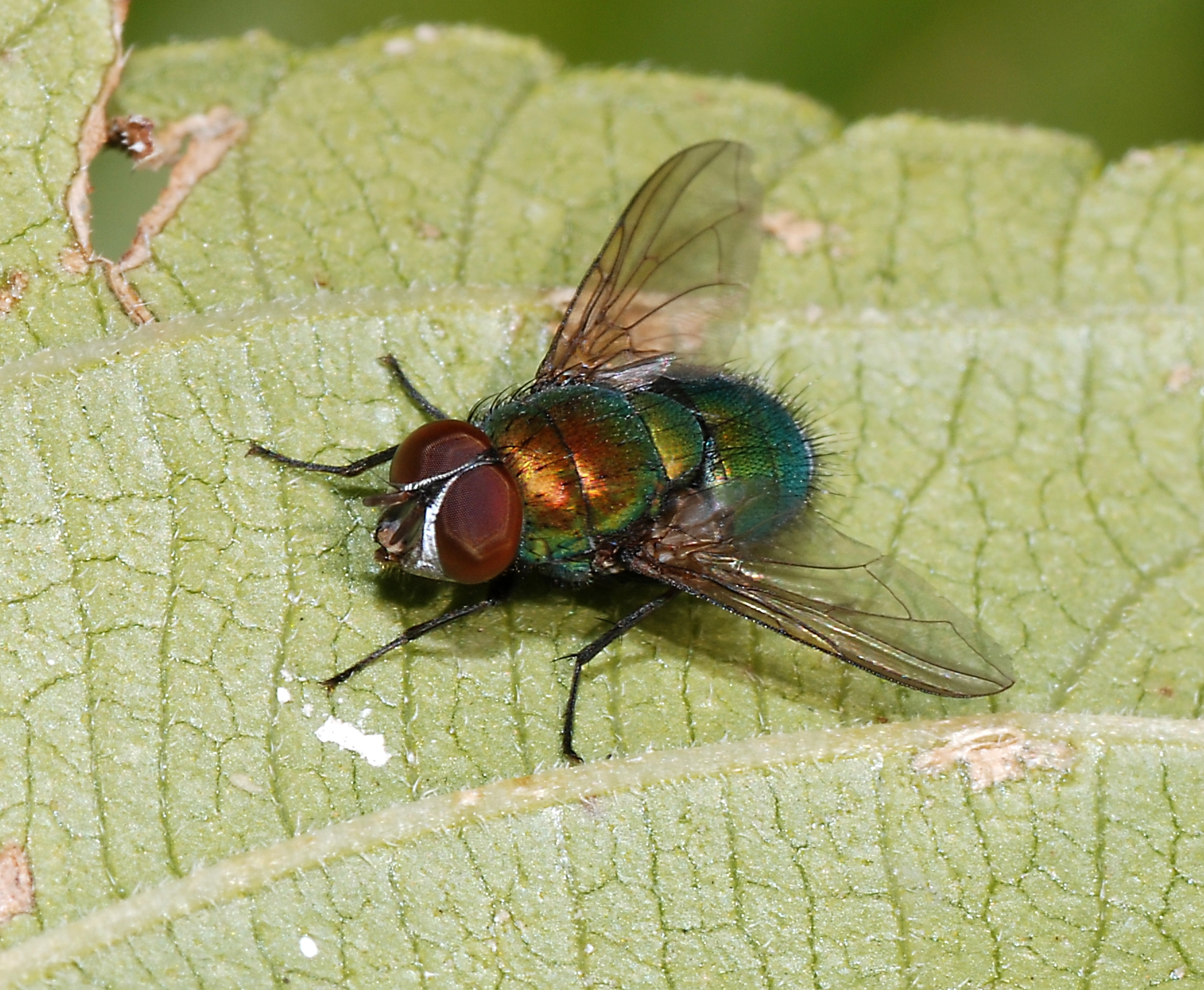
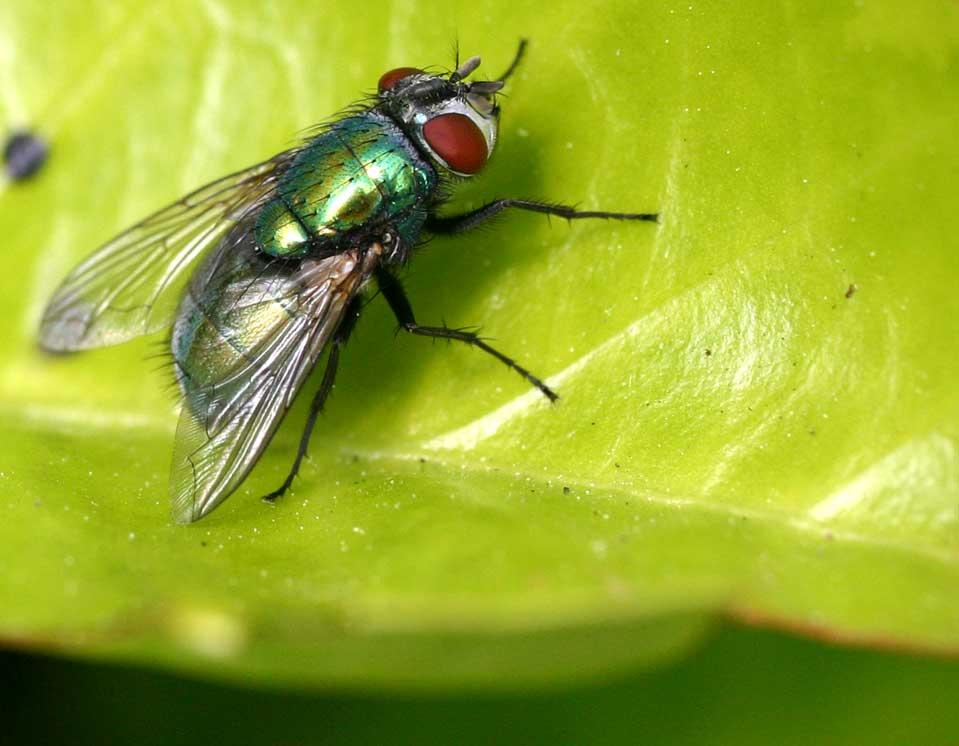
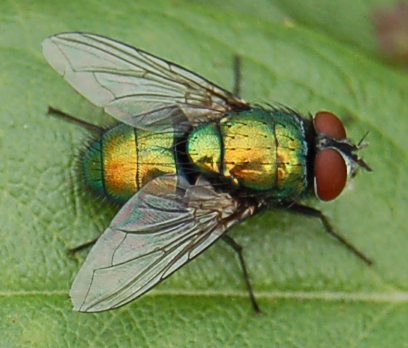
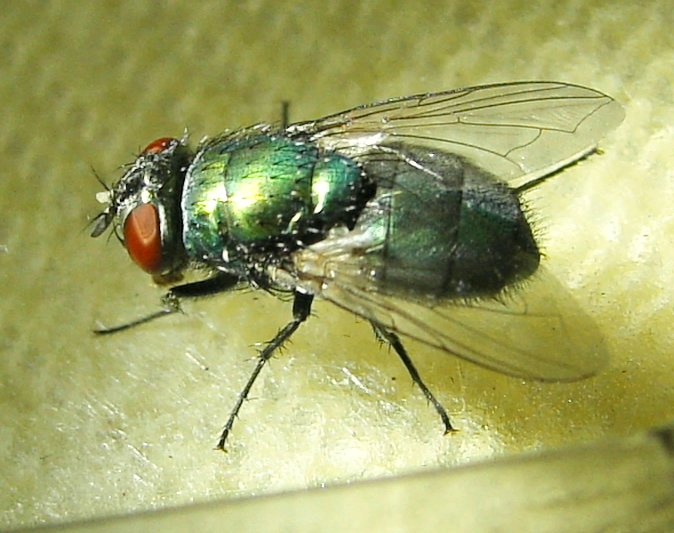